# Königsberg (Brocken)

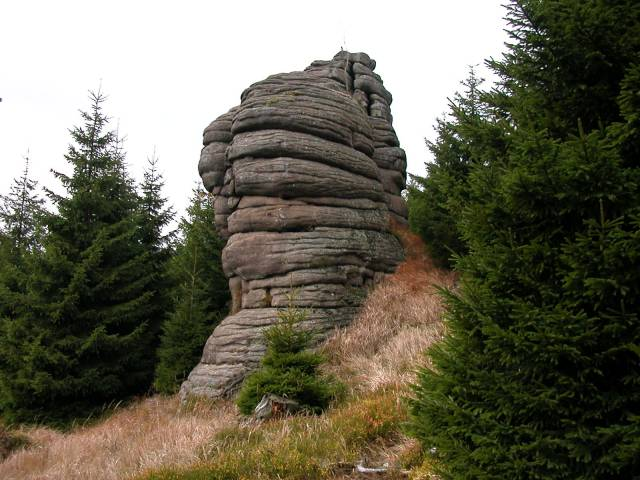
Kanzelklippen

Der Königsberg ist eine Nebenkuppe des Brockens und mit 1033,5 m ü. NHN die dritthöchste Erhebung im Harz. Er liegt nahe Schierke im Stadtgebiet von Wernigerode im sachsen-anhaltischen Landkreis Harz.

## Geographie

### Lage
Der Königsberg erhebt sich in der Kernzone des Nationalparks Harz und im Naturpark Harz/Sachsen-Anhalt. Sein Gipfel liegt 4,8 km nordwestlich von Schierke, einem südwestlichen Ortsteil der Stadt Wernigerode, 1,6 km südwestlich des Brockengipfels und 1,5 km südwestlich der Brockenstraße (K 1356).
Als langgestreckter Bergrücken verläuft der Königsberg von Südost nach Nordwest. Gipfelnah auf der Nordwestflanke liegen die Felsklippen Hirschhörner (max. 1023,2 m). Nach Osten fällt die Landschaft zur Schwarzen Schluftwasser ab, ein Kleinzufluss der südlich des Berges fließenden Kalten Bode. Östlich liegt jenseits der Schwarzen Schluftwasser die Heinrichshöhe (1039,5 m), eine weitere Nebenkuppe des Brockens.

### Naturräumliche Zuordnung
Der Königsberg gehört in der naturräumlichen Haupteinheitengruppe Harz (Nr. 38) und in der Haupteinheit Hochharz (381) zur Untereinheit Brocken (Östliches Brocken-Massiv; 381.0).

## Schutzgebiete
Neben seiner zentralen Lage im Nationalpark Harz liegen auf dem Königsberg Teile des Landschaftsschutzgebiets Harz und nördliches Harzvorland (CDDA-Nr. 20784; 1968 ausgewiesen; 1587,6238 km² groß), des Fauna-Flora-Habitat-Gebiets Hochharz (FFH-Nr. 4229-301; 60,23 km²) und des Vogelschutzgebiets Hochharz (VSG-Nr. 4229-401; 61,12 km²).

## Nationalpark und ehemalige Wanderwege
Der im Nationalpark Harz gelegene Berg ist für Wanderer gesperrt. Früher führten zwei Wege auf den Höhenzug:
- Der alte Königsbergweg begann in der Nähe vom Eckerloch und zog sich den Hang hinauf am alten Steinbruch Königsberg entlang zu den Kanzelklippen. Von hier aus verlief er über die Rabenklippe, die alte Eckerlochschanze, weiter Richtung Kesselklippe und dann durch das Goethemoor bis zum Bahnhof Goetheweg. Er führte über den gesamten Bergrücken bis zu den Hirschhornklippen.
- Der alte Goetheweg begann am Bahnhof Goetheweg und überquerte den Königsberg zwischen Hirschhornklippen und Gipfelklippe. Danach verlief er abwärts entlang des Goethemoores zur Bahnstrecke am Neuen Goetheweg.

## Granitklippen
Auf dem Bergrücken gibt es mehrere markante Granitklippen (von Ost nach West): 
- Stangenklippe,
- Schluftkopf,
- Kanzelklippen,
- mehrere kleine unbenannte Klippen,
- Rabenklippe,
- Kesselklippe,
- Gipfelklippe des Königsberges und
- Hirschhornklippen (Hirschhörner).

Die Stangenklippe und der pfeilerförmige Schluftkopf waren früher beliebte Ausflugsziele und liegen zwischen Brockenstraße und Brockenbahn. Die Kanzelklippen bestehen aus einer Gruppe von mehreren Granitklippen, welche teilweise über 20 m hoch sind. Auf der Rabenklippe befindet sich eine etwa 70 cm im Durchmesser große Feuerstelle, die in den Granit geschlagen wurde. Ihr Alter ist unbekannt. Die Gipfelklippe ist nur etwa 1,5 m hoch.

## Bildergalerie

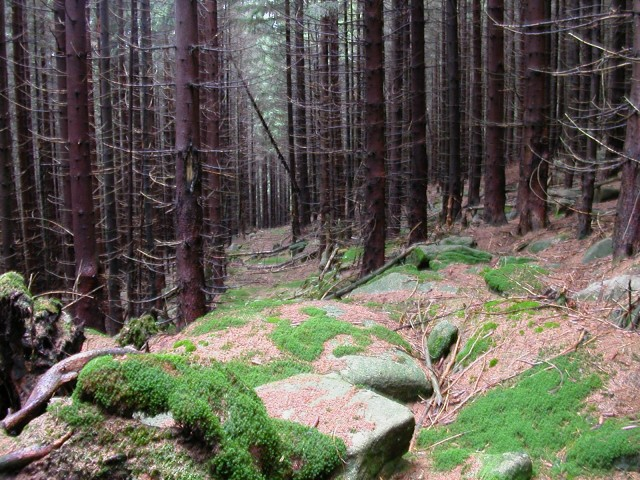
Alter Weg zur Stangenklippe
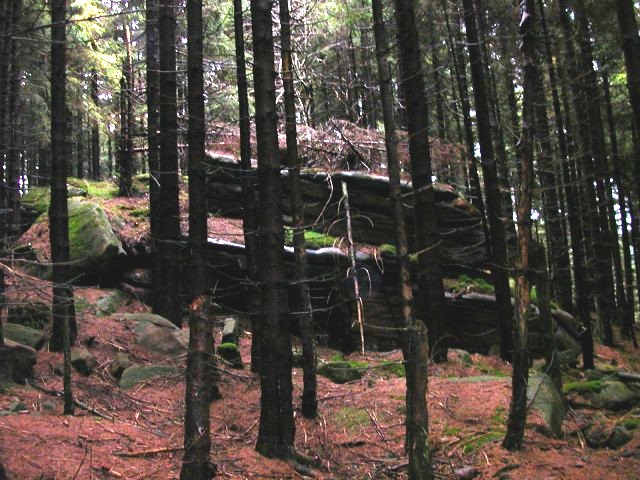
Stangenklippe
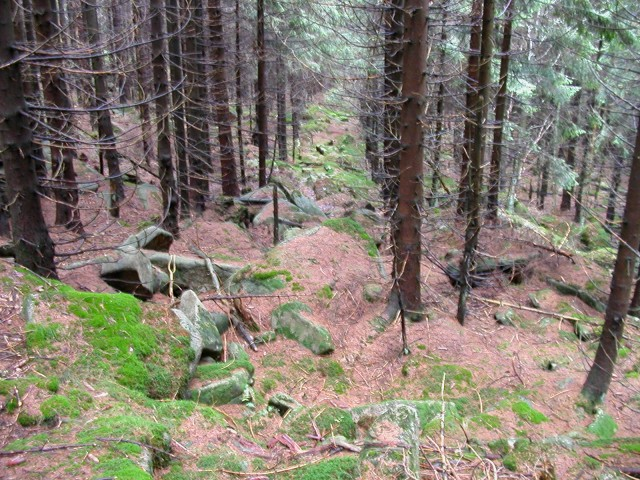
Alter Weg am Schluftkopf
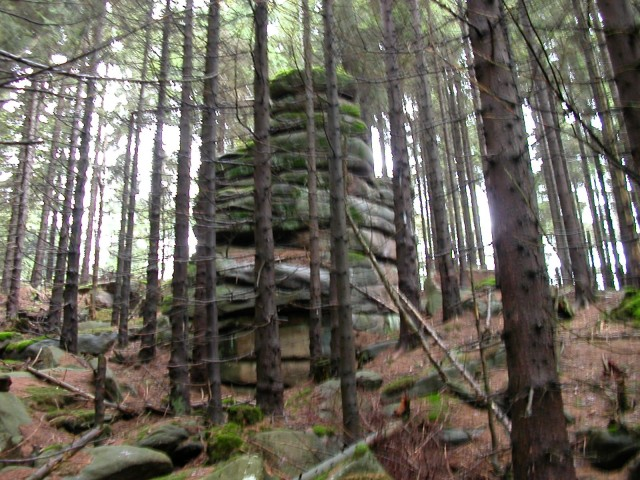
Schluftkopf
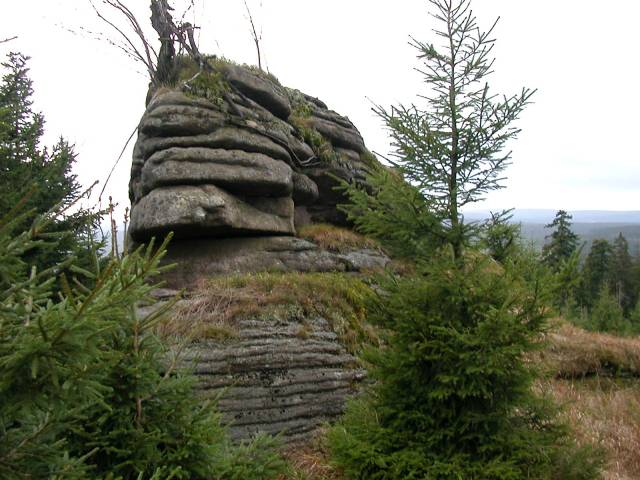
Kleine unbenannte Klippe
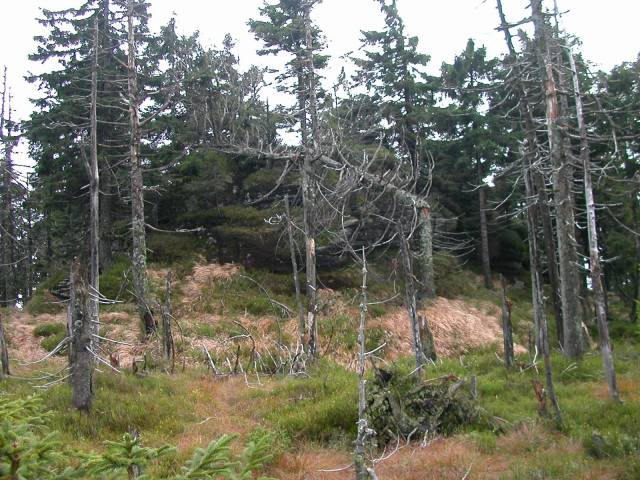
Rabenklippe von Westen
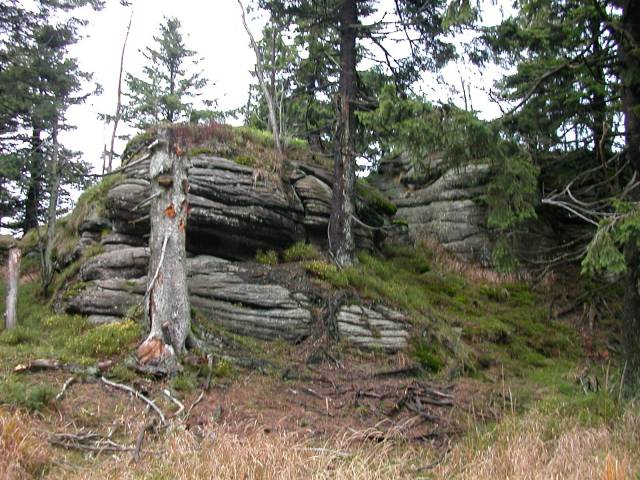
Rabenklippe von Norden
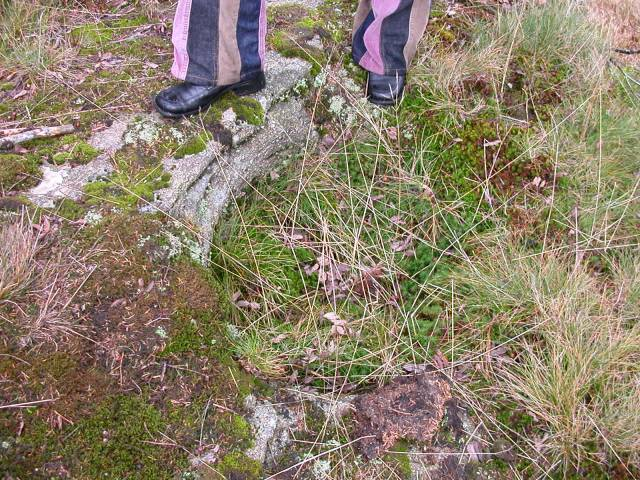
Feuerstelle auf der Rabenklippe
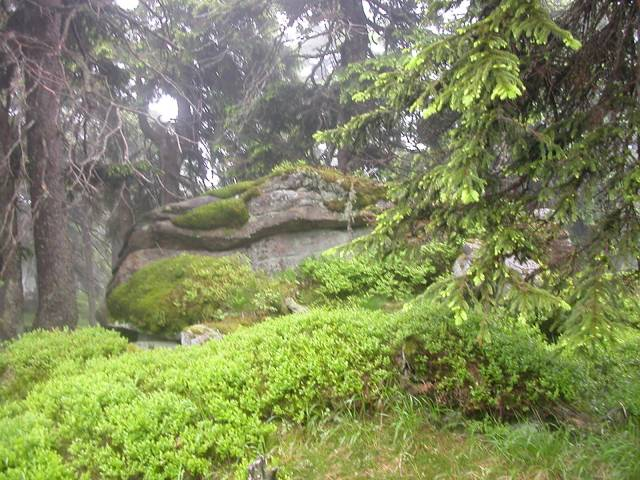
Königsberg, Gipfelklippe
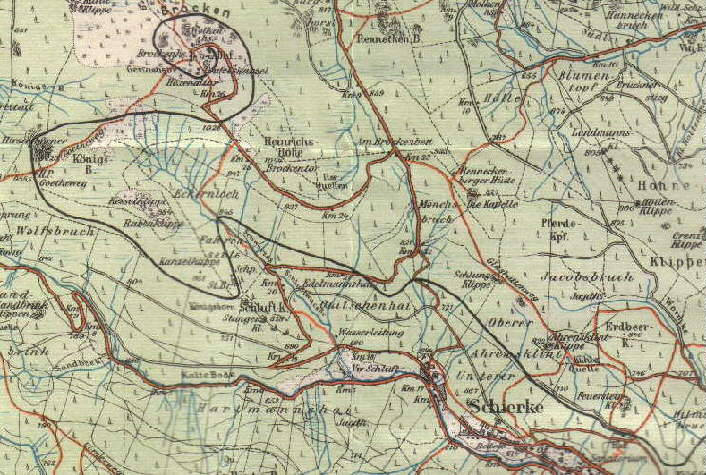
Karte des Königsberg-Höhenzuges

## Großbrände
Siehe → Brocken